# Saint-Brice-Courcelles
Saint-Brice-Courcelles är en kommun i departementet Marne i regionen Grand Est (tidigare regionen Champagne-Ardenne) i nordöstra Frankrike. Kommunen ligger i kantonen Reims 8e Canton som tillhör arrondissementet Reims. År 2022 hade Saint-Brice-Courcelles 3 546 invånare.

## Befolkningsutveckling
Antalet invånare i kommunen Saint-Brice-Courcelles
| Referens: INSEE |